# Un nouvel art de militer
 (novembre 2013).
Si vous disposez d'ouvrages ou d'articles de référence ou si vous connaissez des sites web de qualité traitant du thème abordé ici, merci de compléter l'article en donnant les références utiles à sa vérifiabilité et en les liant à la section « Notes et références ».
Un nouvel art de militer, sous-titré Happenings, luttes festives et actions directes, est un livre de sociologie politique et de photographie publié en 2009 par les journalistes français Cyril Cavalié et Sébastien Porte.

## Présentation

### Plan de l'ouvrage
Un nouvel art de militer comporte six chapitres :
1/ A l'école de la désobéissance

• La communication non-violente

• Techniques de blocage et de résistance

• Plan d'action

• Au poste

• Zoom : RESF, urgence sans-papiers, les gestes qui sauvent
2/ Commandos anti-pollueurs

• Clan du néon, le déclic écolo

• Zoom : Faucheurs volontaires, panique dans le transgénique
3/ Hackers vs Big Brother

• Hacking workshop

• Aidons les drones à nous surveiller

• Zoom : Anonymous, des cyber-activistes à l'assaut de la secte
4/ Tapage chez les mal-logés

• Les masques blancs de la précarité

• Zoom : L'Appel et la pioche, grignotage sauvage au supermarché
5/ Barbouilleurs, déboulonneurs et casseurs de pub

• Système D : la résistance au système

• Le cauchemar publicitaire high-tech

• Zoom : Ré-actions citoyennes, du sang sur les enseignes
6/ Résister avec farce

• Les Dix Commande-toi-toi-même de la BAC

• Armes de dérision massive

• Zoom : Sauvons les riches, les nababs au brancard

### Collectifs évoqués dans le livre
- Anonymous
- Art is not dead
- Brigade Activiste des Clowns (BAC)
- Brigade d'action contre la déforestation (BAD)
- Cercle de silence
- Clandestine Insurgent Rebel Clown Army (CIRCA)
- Clan du Néon
- Collectif Jeudi noir
- Déboulonneurs
- Église de la Très Sainte Consommation
- Faucheurs volontaires
- Génération précaire
- Guerrilla gardening
- La Bande d'arrêt d'urgence
- La France qui se lève tôt
- La manif anti-écolo
- La manif de droite
- L'Appel et la Pioche
- La Ronde des obstinés
- Le 9e Collectif
- Le Carré vert
- Le Collectif contre le publi-sexisme
- Le Collectif des mal-logés en lutte
- Le groupe Oblomoff
- Le Pavé en mousse
- Les Casques verts
- Les Dégonflés
- Les Désobéissants
- Les Planteurs volontaires
- Malsapé-Paris
- Manifestation internationale cyclo-nudiste
- Pièces et main d'œuvre (PMO)
- Ras la pub
- Ré-actions citoyennes
- Réseau éducation sans frontières
- Révolution Douce
- Robin des Toits
- Sauvons les riches
- Solid'air
- Souriez vous êtes filmés (SVEF)
- Stopub
- /tmp/lab
- Votre nouveau visage

### Associations évoquées dans le livre
- Act Up-Paris
- Agir pour l'environnement
- Association nationale de défense de la télévision (ANADET)
- Ateliers Dorkbot
- Casseurs de pub
- Chaos Communication Camp
- Droit au logement (association)
- Enfants de Don Quichotte
- Greenpeace
- Hacker Space Festival
- La Quadrature du Net
- Les Amis de la Terre
- Macaq
- Observatoire Indépendant de la Publicité
- Paysages de France
- Privacy International
- Réseau Action Climat
- Réseau Sortir du nucléaire
- Résistance à l'Agression Publicitaire (R.A.P.)
- WikiLeaks
- Fonds mondial pour la nature

### Communautés, courants, mouvements, organisations, partis politiques et syndicats cités dans le livre
- Anarchisme
- Communautés de l'Arche (de Lanza del Vasto)
- Confédération paysanne
- Europe Écologie
- Freedom not Fear
- Jeunes Verts
- Les Verts (France)
- Ligue communiste révolutionnaire
- Mouvement d'écologie politique
- Mouvement des jeunes socialistes (France)
- Nouveau Parti anticapitaliste
- Organisation des Nations unies
- Organisation mondiale du commerce
- Parti socialiste (France)
- Programme des Nations unies pour l'Environnement
- Véganisme
- Vélorution

### Personnes mentionnées ou interviewées dans le livre
- Ana Banica
- Antigone
- Michèle Alliot-Marie
- Sylvain Angerand
- Julian Assange
- Mikhaïl Bakounine
- Patrick Balkany
- Honoré de Balzac
- Alexandre Baret
- Julien Bayou
- Miguel Benasayag
- Bob-Ino
- José Bové
- Albert Camus
- Capsule
- Leïla Chaibi
- Jean-Pierre Changeux
- Jacques Chirac
- Yves Cochet
- Daniel Cohn-Bendit
- Julien Coupat
- Tom Cruise
- Jean-Claude Decaux
- Bertrand Delanoë
- Karima Delli
- Manuel Domergue
- René Dumont
- Jacques Ellul
- Guy Fawkes
- Mohandas Karamchand Gandhi
- Rop Gonggrijp
- Yvan Gradis
- Lionel Guérin
- Augustin d'Hippone
- Celia Izoard
- Anthony Jahn
- Steve Jobs
- Eva Joly
- Stéphen Kerckhove
- Disco King
- Brice Lalonde
- Philippe Langlois
- Ophélie Latil
- Augustin Legrand
- Jean-Baptiste Legrand
- Joseph Legrand
- Jean-Baptiste Libouban
- Jean-Marc Manach
- Armand Mattelart
- Minimir
- François Mitterrand
- Richard Moyon
- Charlotte Nenner
- Richard Nixon
- George Orwell
- Nono La Patate
- Valérie Pécresse
- Marina Petrella
- Jean-Pierre Petit
- Olivier Peyroux
- Abbé Pierre
- Élisée Reclus
- Xavier Renou
- Jean Sarkozy
- Nicolas Sarkozy
- Jacques Séguéla
- Michel Serres
- Stéphane Sirot
- Olivier Théron
- Henry David Thoreau
- Jérôme Thorel
- Laura Todoran
- Hubert Védrine
- Agnès Verdurand
- Voltaire
- Steve Wozniak
- Xenu